# Örtofta församling
Örtofta församling var en församling i Lunds stift och i Eslövs kommun. Församlingen uppgick 2006 i Eslövs församling.

## Administrativ historik
Församlingen har medeltida ursprung.
Församlingen var till och med 1961 moderförsamling i pastoratet Örtofta och Lilla Harrie som från 1 maj 1933 även omfattade Igelösa och Odarslövs församlingar. Från 1962 till och med 1991 var den annexförsamling i pastoratet Stora Harrie, Virke, Örtofta och Lilla Harrie som till och med 1970 även omfattade Remmarlövs församling.  Från 1992 till och med 2005 var den annexförsamling i pastoratet Eslöv och Örtofta som från 2002 även omfattade Östra Strö-Skarhults församling. Församlingen uppgick 2006 i Eslövs församling.

## Kyrkor
- Örtofta kyrka